# 木村穂乃
木村 穂乃（きむら ほの、1997年6月4日 - ）は、NHKのアナウンサー。

## 人物
群馬県伊勢崎市出身。群馬県立前橋女子高等学校を経て、中央大学法学部政治学科に入学。 お茶の水女子大学文教育学部人間社会科学科に編入して卒業後、2020年にNHKに入局。初任地は新潟放送局。

## 嗜好・挿話
- 身長は168cm[2]。
- 好きな食べ物は焼肉、パッタイ[10]。
- お茶の水女子大学在学中、同大学2018年度の『水コン2018』に出場し[11]、準ミスお茶大に選出された。
- フィリピンへ留学したことがある[12]。

## 担当番組
☆印は現在出演中の番組
新潟放送局時代（2020年度 - 2022年度）
- どーも、NHK（新人お披露目、2020年6月7日）
- 新潟ニュース610（木曜・金曜キャスター、2022年4月7日 - 2023年3月24日[13]）

名古屋放送局時代（2023年度 - 2024年度）
- おはよう東海（キャスター、2023年4月 - 2024年3月22日、浅田春奈・澤田拓海との3交替で出演 [14]）
- まるっと!（キャスター、2024年4月1日 - 2025年3月21日）[15]

大阪放送局時代（2025年度 - ）
- ☆NHKニュースおはよう関西（キャスター、2025年4月7日 - 、田代杏子・小宮山晃義との3交替で出演 [16]）
- ☆歴史探偵（探偵=レポーター、2025年7月23日 - ）[17]